# علی سعیدلو
علی سعیدلو (زادهٔ ۱۳۳۱ تبریز) سیاستمدار اصولگرای ایرانی است که در دولت دهم از سال ۱۳۸۸ تا ۱۳۹۰ سمت معاون رئیس‌جمهور و رئیس سازمان تربیت بدنی و از سال ۱۳۹۰ تا ۱۳۹۲ سمت معاون امور بین‌الملل رئیس‌جمهور را برعهده داشت. او در دولت نهم به‌عنوان معاون اجرایی رئیس‌جمهور و سرپرست نهاد ریاست‌جمهوری فعّالیت می‌کرد.

## تحصیلات
وی کارشناسی زمین‌شناسی خود را در سال ۱۳۵۳ با کسب عنوان دانشجوی ممتاز از دانشگاه تبریز اخذ نمود. سعیدلو سپس مدارک کارشناسی ارشد زمین‌شناسی اقتصادی و منابع زیرزمینی را در سال ۱۳۵۷ از آمریکا دریافت کرد. وی در سال ۸۲ مدرک دکترای خود را در مدیریت استراتژیک دریافت کرده‌است.

## زندگی کاری
سعیدلو در سال ۱۳۵۹ رئیس کل سازمان چای کشور و در سال ۱۳۶۱ معاون مالی اداری وزارت بازرگانی شد. وی در آن سال هم‌زمان سمت ریاست هیئت گزینش مرکزی و رئیس هیئت تجدیدنظر بازسازی نیروی انسانی وزارت بازرگانی را برعهده داشت. دو سال بعد به وزارت معادن و فلزات نقل مکان می‌کند و به عنوان قائم مقام یکی از معاونت‌های آن انجام وظیفه می‌نماید. علی سعیدلو در سال ۱۳۶۴ رئیس هیئت تجدیدنظر بازسازی نیروی انسانی وزارت معادن و فلزات می‌شود و در همان سال به وزارت دفاع نقل مکان کرده و حکم معاونت بازرگانی سازمان صنایع دفاع می‌گیرد. بیشترین حضور سعیدلو در این سمت رقم می‌خورد. وی تا سال ۱۳۷۳ معاون بازرگانی سازمان صنایع دفاع بود.
سعیدلو در خلال این سال‌ها عضویت عامل سازمان صنایع بنیاد را نیز تجربه کرده و در سال‌های ۷۰ و ۷۲ به وزرای صنایع و بازرگانی مشاوره می‌داد. همین پست او را با نعمت‌زاده همراه کرد. پس از پایان مدت مأموریتش در سازمان صنایع دفاع سعید لو یک بار دیگر به وزارت بازرگانی برمی گردد و در سال ۷۳ سمت‌هایی نظیر معاونت صادراتی وزیر بازرگانی و رئیس کل مرکز توسعه صادرات ایران، مسئول هیئت‌های رسیدگی به تخلفات نیروی انسانی وزارت بازرگانی، رئیس هیئت مدیره شرکت فرش ایران و رئیس هیئت مدیره صندوق ضمانت صادرات ایران را تجربه می‌کند.
یک سال پس از آنکه خاتمی در انتخابات دوم خرداد ۷۶ به ریاست‌جمهوری رسید سعیدلو به جزیره قشم رفت و یک سال مشاور مدیرعامل این منطقه شد. سال ۱۳۸۲ سعیدلو مشاور رئیس کل دیوان عدالت اداری می‌شود و در همان سال پس از پیروزی آبادگران در شورای شهر تهران و انتخاب احمدی‌نژاد به عنوان شهردار پایتخت به ساختمان بهشت آمد و معاون مالی-اداری شهرداری شد.
محمود احمدی‌نژاد در تاریخ ۲۳ مرداد ۱۳۸۴ وی را برای تصدی وزارت نفت به مجلس معرفی کرد، اما رای اعتماد نیاورد. پس از آن وی معاونت اجرایی رئیس‌جمهور در دولت نهم و سرپرستی نهاد ریاست‌جمهوری را بر عهده داشته‌است.
وی در سوم شهریور ۱۳۸۸ با حکمی از سوی احمدی‌نژاد، به سمت رئیس سازمان تربیت بدنی منصوب شد و تا زمان انحلال این سازمان و تشکیل وزرات ورزش و جوانان، تا ۱۲ مرداد ۱۳۹۰ این سمت را عهده‌دار بود. او سپس با حکم محمود احمدی‌نژاد به معاونت رئیس‌جمهور در امور بین‌الملل منصوب شد.